# Lewis Dartnell

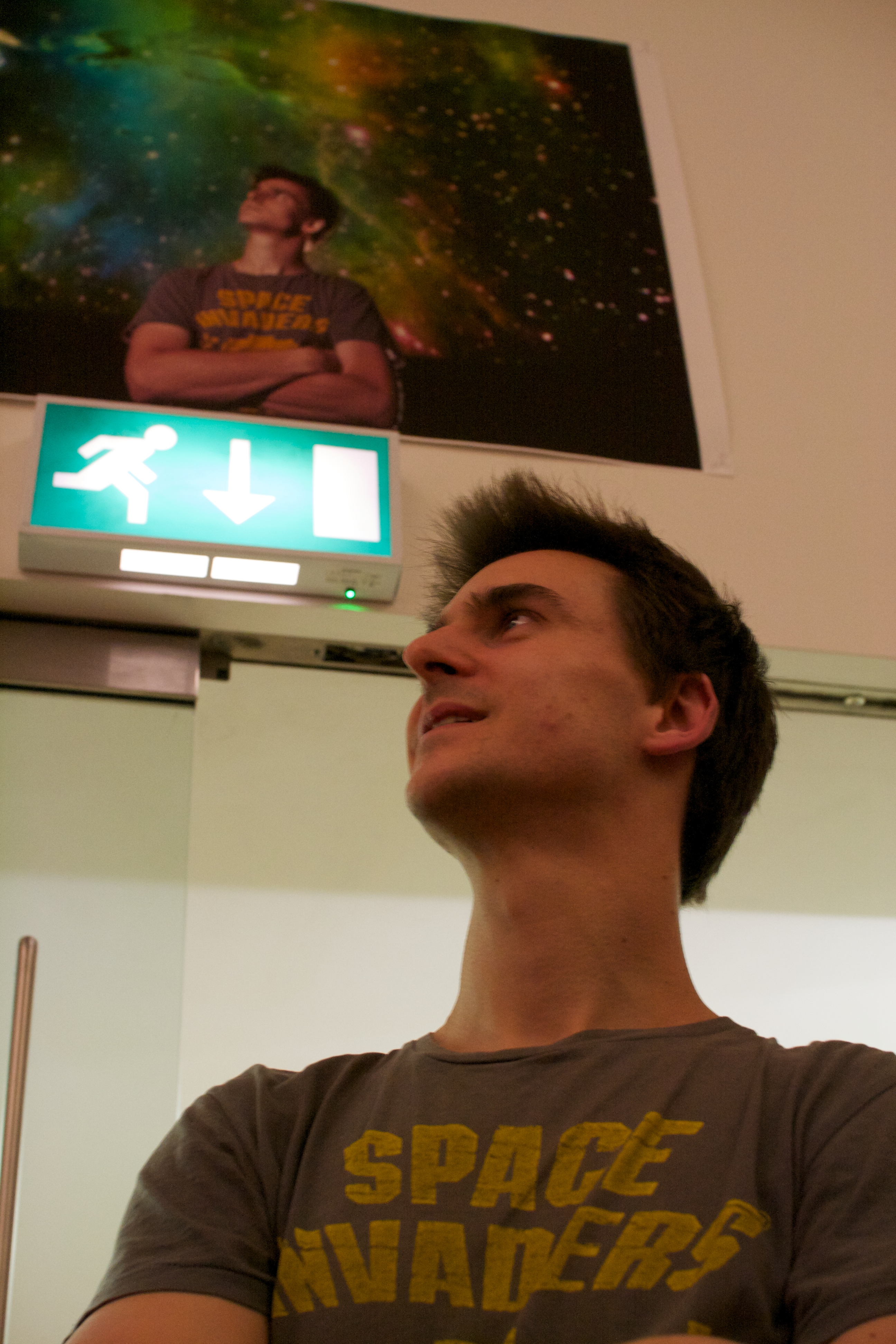
Lewis Dartnell (2010)

Lewis Ryan Dartnell (* 21. November 1980 in London)  ist ein britischer Wissenschaftsautor, Astrobiologe und Hochschullehrer. Er ist Professor für Wissenschaftskommunikation an der University of Westminster.

## Leben und Wirken
Obgleich Dartnell im Vereinigten Königreich geboren wurde, verbrachte er einen Großteil seiner Kindheit im Ausland, wo sein Vater als Ingenieur für British Airways tätig war. Seine schulische Ausbildung erhielt er in Charterhouse School in Surrey und erwarb einen universitären Abschluss in Biologie an der Universität Oxford. Hiernach wurde er, im Jahre 2007 zum Doktor der Philosophie, (Ph.D.)  über ein Thema in der Astrobiologie, vom University College London promoviert. Das Dissertationsthema lautete Computer modeling and experimental work on the astrobiological implications of the Martian subsurface ionising radiation environment und wurde im Anschluss, nach seiner Promotion, unter dem Titel Martian Death Rays (2010) für einen breiteren Lesekreis veröffentlicht.
Dartnell war Forschungsstipendiat der britischen Weltraumbehörde, der UK Space Agency, an der Universität Leicester, an der sich seine Forschungen auf die Untersuchung extremophiler Mikroben konzentrierte. Er untersuchte in diesem Rahmen mittels Raman-Spektroskopie die Einwirkung sehr hoher, schädigender Strahlung auf  Mikroorganismen. Er erhielt ein englisch Science and Technology Facilities Council (STFC) Fellowship. 
Derzeit ist er Professor für Wissenschaftskommunikation an der University of Westminster.
Dartnell hat wissenschaftliche Artikel für populäre Zeitschriften geschrieben, darunter New Scientist. Im Jahre 2004 wurde er auf Platz zwei des Schreibwettbewerbs „Science Writer's Award des Daily Telegraph“ nominiert. Dartnell trat in mehreren Wissenschaftsprogrammen für das BBC-Radio und -Fernsehen auf, darunter Gastauftritte bei The Sky at Night und Star Gazing Live.

## Publikationen (Auswahl)
- Life in the Universe. A Beginner's Guide. Oneworld Publications, 2007, ISBN 978-81-309-1707-8.
- Martian Death Rays. Modelling and experimental work on the astrobiological implications of the Mars subsurface ionising radiation environment. Lambert, Academic Publishing, 2010
- The Knowledge: How to Rebuild our World from Scratch. The Bodley Head, London 2014, ISBN 978-1-84792-227-4.
  - Das Handbuch für den Neustart der Welt: Alles, was man wissen muss, wenn nichts mehr geht. Hanser, München 2014, ISBN 978-3-446-24648-5.
- Origins.  How the Earth Shaped Human History. Bodley Head, London 2019, ISBN 978-1-84792-435-3.
  - Ursprünge. Wie die Erde uns erschaffen hat. Hanser, Berlin 2019, ISBN 978-3-446-26204-1.